# Milano (Irama)
Milano è un singolo del cantautore italiano Irama, pubblicato il 26 marzo 2020.

## Descrizione
Il singolo ha visto la partecipazione del cantautore italiano Francesco Sarcina.
All'annuncio del brano, Irama ha così dichiarato:
Ci ho pensato tanto... c’è una canzone che si intitola Milano, Milano come la città che amo e che vivo. Non è un singolo, ma penso debba uscire adesso.
Adesso che la mia città, come il resto d’Italia, sta soffrendo.
Adesso che avremmo bisogno di stare vicini, anche se siamo lontani.
Adesso che vorrei stare con voi.
Milano uscirà il 27 Marzo e i miei proventi artistici verranno devoluti all’ospedale Niguarda di Milano.»

## Video musicale
Il 27 marzo 2020 è stato pubblicato sul canale YouTube del cantante il videoclip ufficiale dl brano, con la regia di Lorenzo Galli.

## Tracce
Testi di Filippo Maria Fanti, Francesco Monti, musiche di Giuseppe Colonnelli, Andrea Debernardi, Filippo Maria Fanti, Giulio Nenna.
1. Milano (feat. Francesco Sarcina) – 3:37

## Formazione
Musicisti
- Irama – voce
- Giulio Nenna – organo Hammond
- Francesco "Fré" Monti – Chitarra
- Andrea DB Debernardi – Percussioni
- Francesco Sarcina – voce aggiuntiva

Produzione
- Andrea DB Debernardi – produzione, editing, produzione vocale, mastering, missaggio, registrazione della voce
- Giulio Nenna – Produzione